# Вулиця Заньковецької (Київ)
Ву́лиця Занькове́цької — вулиця в Печерському районі міста Києва, місцевість Садиба Мерінга. Пролягає від вулиці Архітектора Городецького до Лютеранської вулиці. Прилучається вулиця Богдана Ступки.

## Історія
Вулиця виникла у 1890-ті роки під назвою Мерінгівська — на честь професора медицини Київського університету Федора Федоровича Мерінга, по території колишньої садиби якого прокладено вулицю. З 1937 року — вулиця Фірдоусі, на честь класика перської літератури X—XI Фірдоусі. Сучасна назва на честь української актриси Марії Заньковецької — з 1944 року.

## Пам'ятники архітектури
- буд. № 4 — прибутковий будинок. Зведений у 1913—1914 роках у стилі історизму архітектором Павлом Андрєєвим.
- буд. № 5/2 — житловий будинок, другий будинок кооперативу «Радянський лікар». Зведений у 1931—1936 роках у стилі конструктивізму архітектором Павлом Альошиним за участю архітектора Олександра Колесниченка.
- буд. № 6 — прибутковий будинок. Зведений у 1914 році у стилі модерну архітектором Мартином Клугом.
- буд. № 7 — житловий будинок. Споруджений 1904 року в стилі модерн архітектором Олександром Вербицьким на території садиби інженера шляхів сполучення В. Демченка як прибутковий будинок. Є частиною запроєктованого об'єму: наріжний бік будинку з баштою, що виходив би на вулицю Лютеранську, не зведено. Під час німецької окупації міста, у вересні 1941 року будинок спалено, відбудовано після війни[5].
- буд. № 10/7 — житловий будинок. Зведений 1901 року в стилі історизму архітектором Миколою. Казанським. У 1950 році будинок був реконструйований за проєктом архітектора Бориса Приймака.

### Втрачені будівлі
На вулиці були кафе-шантан «Аполло» (будинок № 8; описане в романі Юрія Смолича «Мир хатам — війна палацам»; після жовтня 1917 року використовувалося як службове приміщення), театр Геймана (у 1918 році — Державний драматичний театр, у 1919 році — Музична драма, згодом приміщення робітничих клубів, 1930-х роках — театр Київського військового округу; остання реконструкція і розширення в 1938 році, архітектор Йосип Каракіс). Приміщення не збереглося.

## Особистості, пов'язані з вулицею
- У будинку № 4 у 1951—1960 роках проживав артист Іван Паторжинський.
- У будинку № 5/2 мешкали у 1950-ті роки мистецтвознавець, ректор Київського художнього інституту Іван Врона; у 1950–1980-ті роки поетеса Наталя Забіла; у 1940–1950-ті роки архітектор Євген Катонін; у 1950-ті роки академік АН УРСР Олександр Макарченко; у 1960-ті—1996 роки академік АН УРСР Митрофан Пасічник; у 1952—1976 роки письменник Юрій Смолич.
- У будинку № 7 у 1906 році проживала поетеса Анна Ахматова та 1976—1987 роках письменник Дмитро Прилюк.
- У будинку № 10/7 з осені 1918 року по листопад 1919 року мешкав російський радянський письменник Ілля Еренбург[6].

## Меморіальні дошки
- буд. № 3/1 — горельєф на честь українського актора театру і кіно Богдана Ступки. Встановлений 27 серпня 2021 року.

| В руці Богдан Ступка тримає капелюх, а знизу — табличка з інформацією: \| У цьому будинку від 1987 до 2012 року мешкав Богдан Ступка, майстер сцени і кіно. \| |
| У цьому будинку від 1987 до 2012 року мешкав Богдан Ступка, майстер сцени і кіно.                                                                              |

Автор — скульптор Микола Зноба.
- буд. № 4 — меморіальна дошка на честь народного артиста СРСР, професора Івана Паторжинського. Встановлена 6 квітня 1963 року.

| На чорній гранітній плиті висічений барельєфний портрет Івана Паторжинського, контурні зображеня актора в ролях Тараса Бульби із одноіменної опери та Виборного із «Наталки Полтавки» Миколи Лисенка, дяка Гаврила із опери «Богдан Хмельницький» Костянтина Данькевича, Карася із опери «Запорожець за Дунаєм» Семена Гулака-Артемовського, Івана Сусаніна із опери «Життя за царя» Михайла Глінки, Кончака із опери «Князь Ігор» Олександра Бородіна, а також напис: \| У цьому будинку в 1951—1960 рр. жив народний артист СРСР професор Паторжинський Іван Сергійович. \| |
| У цьому будинку в 1951—1960 рр. жив народний артист СРСР професор Паторжинський Іван Сергійович. |

Автори — скульптор Валентин Зноба, архітектор Валентина Корнєєва.
- буд. № 5/2 — меморіальна дошка на честь письменника Юрія Смолича. Встановлена 6 лютого 1980 року.

| На бронзовій плиті — композиційний барельєфний портрет письменника і рельєфний напис: \| У цьому будинку в 1952—1976 р.р. жив і працював видатний письменник Юрій Смолич 1900—1976. \| |
| У цьому будинку в 1952—1976 р.р. жив і працював видатний письменник Юрій Смолич 1900—1976.                                                                                             |

Автори — скульптор Олександр Скобліков, архітектор Анатолій Ігнащенко.
- буд. № 7 — меморіальна дошка на честь поетеси Анни Ахматової. Встановлена у 1989 році до 100-річчя з дня народження.

| На плиті із білого мармуру напис: \| У цьому будинку в 1906 році жила видатна російська поетеса Анна Ахматова. \| |
| У цьому будинку в 1906 році жила видатна російська поетеса Анна Ахматова.                                         |

Автор — архітектор В'ячеслав Дормідонтов.
- буд. № 7 — меморіальна дошка на честь письменника Дмитра Прилюка. Встановлена у 1991 році.

| Бронзовий горельєф з написом: \| У цьому будинку в 1976—1987 рр. жив і працював український радянський журналіст, письменник, учений Дмитро Михайлович Прилюк. \| |
| У цьому будинку в 1976—1987 рр. жив і працював український радянський журналіст, письменник, учений Дмитро Михайлович Прилюк.                                     |

Автори — скульптор Семен Андрейченко, архітектор Костянтин Сидоров.
- буд. № 10/7 — меморіальна дошка на честь режисера Ірини Молостової та балетмейстера Бориса Каменьковича. Встановлена у березні 2011 року.

| Бронзовий горельєф з написом: \| В цьому будинку жили видатні діячі українського мистецтва режисер Ірина Молостова (1929—1999) та балетмейстер Борис Каменькович (1921—2001). \| |
| В цьому будинку жили видатні діячі українського мистецтва режисер Ірина Молостова (1929—1999) та балетмейстер Борис Каменькович (1921—2001).                                     |

Автор — скульптор Володимир Щур.

### Колишні
- буд. № 9 — меморіальна дошка на честь керівника партизанського руху в Україні, двічі Героя Радянського Союзу Олексія Федорова, який проживав у цьому будинку в 1966—1989 роках.